# Dig Down
Singles de Muse
Reapers
(2016) Thought Contagion
(2018)
Dig Down est une chanson de Muse, premier single extrait issu de Simulation Theory, huitième album du groupe et le 37e du groupe. Ce morceau est le premier extrait d'une série de singles qui ont été commercialisés avant la sortie du nouvel album du groupe, le 9 novembre 2018.
L'annonce du single a été faite par le groupe via les réseaux sociaux le 11 mai 2017,, une semaine avant la sortie. Avant l'annonce, deux teasers ont été dévoilés début mai et un troisième le 16 mai sur les comptes officiels sur YouTube et Instagram.
Ce titre figure dans la bande originale du film 6 Underground.
Ce titre figure également dans la saison 3 épisode 10 « Toujours creuser » de la série Bosch : Legacy

## Le morceau

### Sonorité
La musicalité du morceau est électronique et répétitive . Nous pouvons entendre des synthétiseurs.
Une version alternative de Dig Down est présente sur l'édition Deluxe de l'album en version acoustique gospel.

### Thèmes
Le morceau aborde le thème du surpassement de soi dans les moments difficiles.

## L'uniers visuel

### L'artwork
Le visuel du single a été réalisé par le graphiste californien Patrick McPheron (Interiorstate). Il représente le mannequin et ancienne athlète américaine Lauren Wasser, posant fièrement debout dans la pénombre, semblant défier l'observateur. 

### La vidéo

#### Vidéos officielles
La vidéo est publiée le 18 mai 2017. Elle fait partie des onze vidéos réalisées pour l'album. Elle a été réalisée par le réalisateur américain Lance Drake. 
La vidéo met en scène le mannequin et ancienne athlète américaine Lauren Wasser. La jeune femme incarne un personnage luttant pour sa survie dans un monde dystopique et futuriste. Au fur et à mesure de la vidéo, le personnage tente d’échapper à un groupe d'individus. Elle finit par affronter seule à coups de pied, un groupe d'hommes qu'elle parvient à maîtriser progressivement. À la in du clip vidéo, la femme marche fièrement avec sa jambe artificielle en feu.  
Cette vidéo est une métaphore et un hommage à l'histoire du mannequin interprétant le rôle, amputée de la jambe droite en 2012 à cause du syndrome du choc toxique.  Il s'agit d'un message d'espoir désiré par Matthew Bellamy pour les gens souffrant de maux dans leur vie afin de leur donner l'envie de se battre pour vaincre cette douleur. Ce dernier apparaît dans la vidéo à travers des téléviseurs à tube cathodique déguisé en Max Headroom, de la série américaine du même nom. 
Un second clip est publié le 22 août 2017, il s'agit de la version paroles .

#### Vidéo alternative en intelligence artificielle
En juillet 2017, le groupe met en ligne un lien donnant accès à une vidéo illustrant le morceau. Cette vidéo est un montage d'extrait de reportages et journaux télévisés américains qui, mis bout à bout, reforme les paroles du morceau. La vidéo est générée automatiquement par une intelligence artificielle et est mise à jour quotidiennement avec les journaux du jour. Ainsi, le clip vidéo change tous les jours suivant les informations et ce pendant un mois.

## Titres et format
Le morceau sort au format numérique uniquement
| No | Titre    | Durée |
| -- | -------- | ----- |
| 1. | Dig Down | 03:48 |